# Fundulus philpisteri
Fundulus philpisteri är en fiskart som beskrevs av García-ramírez, Contreras-balderas och Lozano-vilano 2007. Fundulus philpisteri ingår i släktet Fundulus och familjen Fundulidae. Inga underarter finns listade i Catalogue of Life.